# 吳誠真
吴诚真（1957年1月—），原名吴元真，女，湖北新洲人，全真道龙门派第二十四代弟子，长春观方丈，道号诚真。1984年3月在长春观出家，拜当时的武汉市道教协会会长，北京白云观第22代方丈谢宗信为师。 在1995年成为长春观住持，担任武汉市道教协会副会长，直到1999年。 在2001年就读华中科技大学研究生班，顺利毕业。 并在2007年12月当选湖北省第三届道教协会会长，重新担任长春观住持与武汉市道教协会副会长。 2009年5月初，长春观恢复丛林制度，吴诚真被礼请升任长春观方丈，并获得全体道众的一致赞成，并在2009年11月5日升座为方丈，是道教1800多年历史以来的首位女方丈。 吴诚真曾在长春观大兴土木，动作频频，有让长春观商业化之嫌，被部分媒体称为“道教释永信”。

## 生平

### 家族与早年
1957年1月，吴诚真出生于湖北省武汉市新洲区一个农民家庭，其家族有一祖先在明朝朱元璋时期被封为“显灵王”，而清末又有人到江苏做官。 吴诚真一辈有兄弟姐妹6人，而她是家中的幺女儿。吴诚真曾称，他们家族有信佛教的，有基督教徒，也有信道教的。 其中，她的祖父祖母都痴于老庄，而外祖父祖母也都佛道双修，而她的二姐笃信道教。 吴诚真在年幼时便习读各个教派的书籍，沉迷于《道德经》、《大小圆觉》、《玉露金磐》等经书中。最终她选择道教为终身的信仰。 她开始食素，放生，留辫子。
吴诚真在高中毕业时，班主任劝她继续学业，而吴诚真以“想做何仙姑”拒绝。 虽然她最后也继续读大学，在2001年就读华中科技大学研究生班，并顺利毕业，这一切也只是后话了。随后，她参加工作，成为村里的会计。而在赴宴时，也遵守道教的清规戒律，烟酒不沾，只食蔬果。 在下班后，吴诚真就关起门来读经，尤其是《何仙传》。20岁的她模样俊美，也因此有人提亲，而她的父亲也曾“拿着大扫帚，追赶她去提亲”，吴诚真因无法忍受这样，便逃到了武昌长春观。在父母去世后，她也将潜心修道的二姐接到观里。

### 出家修道
1984年，吴诚真在二姐的带领下，拜谢崇信为师，赐号诚真，成为全真道龙门派的第二十四代弟子。而那时，修道生活十分艰苦，而吴诚真也坚持了下来。吴诚真称，虽然修道十分艰辛，但她从未想过后退。
吴诚真也有着一些的灵异事件。据传，在吴诚真去麻城拜谒羽化的高道“斋公”的肉身塔时，曾与“斋公”附体对话。 而这一传言在道佛两界流传甚广，甚至被湖北民族宗教事务委员会的《大道》杂志刊登。而吴诚真对此无所谓，称“信则有，不信则无。”

### 频频动作
吴诚真自1984年出家以来，俗家弟子过万，其中包括教授、博士、企业高层，也不乏农民、普通职工。
吴诚真在1995年成为长春观住持，武汉市道教协会副会长。在2000年曾以“长春观”的春字立意，建立“梦竹春影”、“茶寮春茗”、“春满碧池”、“甘棠春读”、“五福迎春”、“春坛古碑”、“仙湖春波”、“涵养永春”等所谓“春之八景”， 次年又在西面兴建曲尺型碑廊，迎真茶社，建起两层楼仿明清古肆建筑，重建山门，改建临街房屋，重修灵官殿，她说她要将这里打造成道家文化的体验区，并准备以这样的方式传教，并称要用10年时间来实现。 这样的大肆扩建宫观，曾引得舆论众说纷纭， 而也有记者怀疑她会走上释永信的道路，成为“道教释永信”，但她当面称她“不会这样，不赞成过多的商业运作”。
除此以外，吴诚真在政坛、媒体、民间也极其活跃。她在2001年就读华中科技大学研究生班；曾在长春观搞“鹊桥会”；兴办“家庭和谐讲座”；帮助道士申办“医保”，“社保”；叫道士去大学“与留守大学生一起过年”，都曾轰动全武汉城。 在她的推动下，长春观素菜馆、自制月饼、百草堂在武汉小有名气。 在2004年的武汉“国际旅游节”期间，吴诚真曾在长春观主办“道风神韵文化周”，接待游客11000人，收入愈20万。但她依旧认为这样还是无法与汉阳归元寺相比。
另外，她在捐资、助学、赈灾中常常大笔出手，到2009年11月为止，已捐出400多万元， 这让她在湖北道界威望极高，被推举为湖北省慈善总会副会长。

### 成为方丈
2007年12月，吴诚真当选为湖北省第三届道教协会会长。 2009年5月，长春观准备恢复方丈制度，吴诚真被礼请推举为长春观方丈，而在同年7月由武汉民宗委和道协举行的“升任方丈民主测评会”上，被全票通过。
2009年11月15日，吴诚真正式升座为方丈。她成为了中国道教历史上第一个从坤道升任的方丈，也成为了道教第一位女方丈。来自中国各地与法国、马来西亚、新加坡、埃及等国的道教界人士与信众来到长春观；中国国家宗教事务局副局长齐晓飞、中国道教协会会长任法融等参与了这次升座祝融仪式。